# Thiadag
Thiadag (Thegdag, Thiddag, Deodatus, Bohdal) (zm. 10 lub 11 czerwca 1017 r.), mnich, benedyktyn, biskup praski w latach 998-1017.
Thiadag był zakonnikiem w Nowej Korbei, gdzie uczył się medycyny. Zapewne w 995 r. na wezwanie księcia Bolesława II przybył do Pragi i leczył władcę z paraliżu. Na polecenie cesarza Ottona III został biskupem praskim po śmierci św. Wojciecha. 7 lipca 998 r. przyjął święcenia biskupie z rąk arcybiskupa mogunckiego. Nie sprzeciwiał się polityce Ottona III zmierzającej do utworzenia polskiej prowincji kościelnej co oznaczało zmniejszenie praskiej diecezji. Za pontyfikatu Tiddaga powstał niedaleko Pragi drugi klasztor benedyktyński w Czechach znany jako Ostrov.